# بطولة أوروبا للألعاب المائية 1962
بطولة أوروبا للألعاب المائية 1962 هو الموسم العاشر من بطولة أوروبا للألعاب المائية، عقد في الفترة 18–25 أغسطس من 1962، وجرت المنافسات في مدينة لايبزيغ، ألمانيا الشرقية، ونظمت من قبل الاتحاد الأوروبي للسباحة.

## النتائج
| م        | الذهبية | الفضية          | البرونزية        |
| -------- | ------- | --------------- | ---------------- |
| الفائزين | هولندا  | ألمانيا الشرقية | الاتحاد السوفيتي |